# ميناء كوستي

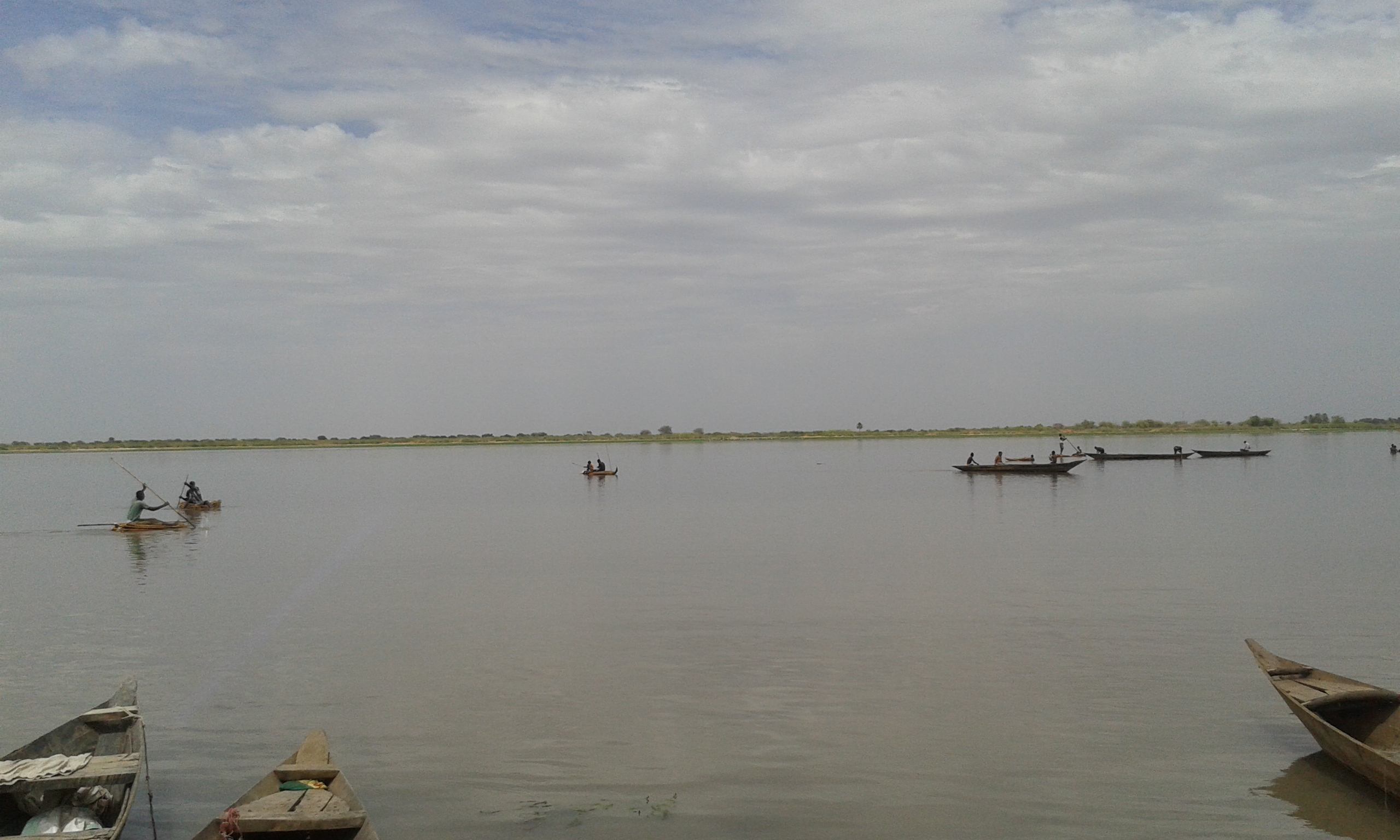
شاطئ ميناء كوستي

هو أحد افرع هيئة الموانيء البحرية ويهدف إلى دعم حركة التجارة وتسهيل انسياب حركة الصادرات والواردات الخاصة بمناطق جنوب وغرب ووسط السودان وجاء اختيار مدينة كوستي بولاية النيل الابيض لموقعها الاستراتيجي المتميز والذي عبره تتحقق دورة سلسلة النقل متعدد الوسائط (نقل نهري – سكة حديد – نقل بري) وتطبيق نظام التسليم في الحال، وانشاء المراكز اللوجستية لتهيئة وقيام انشطة القيمة المضافة.

## المزايا التي يوفرها ميناء كوستي
مزايا تقبل كافة أنواع البضائع والسلع لاكتسابه ميزة الوسط الحاكم المتصالح مع كافة وسائل النقل والتي تشمل نقل نهري – سكة حديد – نقل بري لكافة مناطق السودان
1. يوجد بالميناء مكاتب للعملاء والجهات الرئيسة.
2. يعمل الميناء بنظام النافذة الواحدة وذلك بتجميع جميع شرائح العمل المينائي.
3. اسقطت كل الاجراءات الروتينية وعدلت فئات المحاسبة ونظم الاستلام لتستوعب المرحلة  (توفير المال والوقت).
4. تخفيض لكافة الاجور والرسوم بنسبة 25% ماعدا خدمات الرصيف.
5. واردات وصادرات الجنوب تمنح تخفيض 50 % من الارضيات.
6. الحاويات الفارغة تمنح ثلاثة أيام  مجاناً بعد اكتمال تفريغها.
7. تمنح رسائل ميناء كوستي وبضائعها مدة فترة سماح مقدارها 15 يوماً بميناء كوستي الجاف.
8. توفير امكانية التفريغ الوقتي سواء ان كانت حاوية أو بضائع أو سيارات.